# Italië op de Olympische Winterspelen 1968
Tijdens de Olympische Winterspelen van 1968, die in Grenoble (Frankrijk) werden gehouden, nam Italië voor de tiende keer deel.

## Medailleoverzicht
| Sport      | Olympiër                                                        | Discipline    | Medaille |
| ---------- | --------------------------------------------------------------- | ------------- | -------- |
| Bobsleeën  | Eugenio Monti Luciano De Paolis                                 | 2-mansbob (m) | Goud     |
| Bobsleeën  | Eugenio Monti Luciano De Paolis Roberto Zandonella Mario Armano | 4-mansbob (m) | Goud     |
| Langlaufen | Franco Nones                                                    | 30 km (m)     | Goud     |
| Rodelen    | Erica Lechner                                                   | vrouwen       | Goud     |

## Deelnemers en resultaten

### Alpineskiën
| Olympiër          | Discipline       | Resultaat | Prestatie                           |
| ----------------- | ---------------- | --------- | ----------------------------------- |
| Ivo Mahlknecht    | afdaling (m)     | 6e        | 2.02,00 (+2,15)                     |
| Ivo Mahlknecht    | reuzenslalom (m) | 26e       | 3.40,08 (+10,80)                    |
| Ivo Mahlknecht    | slalom (m)       | 19e       | 1.45,25 (+5,52)                     |
| Gerardo Mussner   | afdaling (m)     | 11e       | 2.02,50 (+2,65)                     |
| Gerardo Mussner   | reuzenslalom (m) | 17e       | 3.37,20 (+7,92)                     |
| Gerardo Mussner   | slalom (m)       | dnq       | niet geplaatst voor finalewedstrijd |
| Bruno Piazzalunga | reuzenslalom (m) | 11e       | 3.34,52 (+5,24)                     |
| Bruno Piazzalunga | slalom (m)       | dnq       | niet geplaatst voor finalewedstrijd |
| Carlo Senoner     | slalom (m)       | dnf-2     | opgave run 2                        |
| Teresio Vachet    | afdaling (m)     | 22e       | 2.04,90 (+5,05)                     |
| Renato Valentini  | afdaling (m)     | 28e       | 2.05,61 (+5,76)                     |
|                   |                  |           |                                     |
| Glorianda Cipolla | afdaling (v)     | 31e       | 1.49,02 (+8,15)                     |
| Glorianda Cipolla | reuzenslalom (v) | 23e       | 2.00,07 (+8,10)                     |
| Glorianda Cipolla | slalom (v)       | 7e        | 1.29,74 (+3,88) 43,15+46,59         |
| Giustina Demetz   | afdaling (v)     | 13e       | 1.44,22 (+3,35)                     |
| Giustina Demetz   | reuzenslalom (v) | 14e       | 1.57,86 (+5,89)                     |
| Giustina Demetz   | slalom (v)       | dnf-2     | opgave run 2                        |
| Clotilde Fasolis  | afdaling (v)     | 30e       | 1.48,90 (+8,03)                     |
| Clotilde Fasolis  | reuzenslalom (v) | 32e       | 2.05,20 (+13,23)                    |
| Clotilde Fasolis  | slalom (v)       | 22e       | 1.40,72 (+14,86)                    |
| Lotte Nogler      | afdaling (v)     | dnf       | opgave                              |
| Lotte Nogler      | reuzenslalom (v) | 31e       | 2.04,87 (+12,90)                    |
| Lotte Nogler      | slalom (v)       | 20e       | 1.38,33 (+12,47)                    |

### Bobsleeën
| Olympiër                                                                | Discipline              | Resultaat | Prestatie                                       |
| ----------------------------------------------------------------------- | ----------------------- | --------- | ----------------------------------------------- |
| Eugenio Monti Luciano De Paolis                                         | 2-mansbob (m) Italië I  | Goud      | 4.41,54 (1.10,13 / 1.10,72 / 1.10,64 / 1.10,05) |
| Rinaldo Ruatti Sergio Mocellini                                         | 2-mansbob (m) Italië II | 12e       | 4.50,31 (+8,77)                                 |
| Eugenio Monti Luciano De Paolis Roberto Zandonella Mario Armano         | 4-mansbob (m) Italië I  | Goud      | 2.17,39 (1.09,84 / 1.07,55)                     |
| Gianfranco Gaspari Giuseppe Rescigno Andrea Clemente Leonardo Cavallini | 4-mansbob (m) Italië II | 6e        | 2.18,36 (+0,97) (1.10,24 / 1.08,12)             |

### Kunstrijden
| Olympiër           | Discipline | Resultaat | Prestatie                |
| ------------------ | ---------- | --------- | ------------------------ |
| Giordano Abbondati | mannen     | 14e       | pc. 117,0; 1690,9 punten |
| Rita Trapanese     | vrouwen    | 25e       | pc. 216,5; 1549,2 punten |

### Langlaufen
| Olympiër                                                    | Discipline            | Resultaat | Prestatie                                                   |
| ----------------------------------------------------------- | --------------------- | --------- | ----------------------------------------------------------- |
| Mario Bacher                                                | 50 km (m)             | 12e       | 2:31.33,8 (+2.48,0)                                         |
| Elviro Blanc                                                | 50 km (m)             | 27e       | 2:38.12,4 (+9.26,6)                                         |
| Giulio De Florian                                           | 15 km (m)             | 15e       | 50.19,4 (+2.25,2)                                           |
| Giulio De Florian                                           | 30 km (m)             | 5e        | 1:37.12,9 (+1.33,7)                                         |
| Franco Manfroi                                              | 15 km (m)             | 32e       | 51.47,7 (+3.53,5)                                           |
| Franco Manfroi                                              | 30 km (m)             | 25e       | 1:41.11,8 (+5.32,6)                                         |
| Franco Nones                                                | 15 km (m)             | 36e       | 52.06,8 (+4.12,6)                                           |
| Franco Nones                                                | 30 km (m)             | Goud      | 1:35.39,2                                                   |
| Aldo Stella                                                 | 50 km (m)             | 17e       | 2:33.17,9 (+4.32,1)                                         |
| Gianfranco Stella                                           | 15 km (m)             | 13e       | 49.59,8 (+2.05,6)                                           |
| Gianfranco Stella                                           | 30 km (m)             | 23e       | 1:40.52,0 (+5.12,8)                                         |
| Livio Stuffer                                               | 50 km (m)             | 26e       | 2:37.46,6 (+9.00,8)                                         |
| Giulio De Florian Franco Nones Palmiro Serafini Aldo Stella | 4x10 km estafette (m) | 6e        | 2:16.32,2 (+7.58,7) (34.58,4 / 33.55,6 / 34.09,9 / 33.28,3) |

### Noordse combinatie
| Olympiër        | Discipline | Resultaat | Prestatie                                     |
| --------------- | ---------- | --------- | --------------------------------------------- |
| Ezio Damolin    | mannen     | 5e        | 429,54 punten schans: 206,0 p 15 km: 223,54 p |
| Fabio Morandini | mannen     | 17e       | 398,26 punten schans: 181,7 p 15 km: 216,56 p |

### Rodelen
| Olympiër                      | Discipline | Resultaat | Prestatie                       |
| ----------------------------- | ---------- | --------- | ------------------------------- |
| Emilio Lechner                | mannen     | 10e       | 2.55,10 (+2,62)                 |
| Giovanni Graber               | mannen     | 12e       | 2.55,56 (+3,08)                 |
| Sigisfredo Mair               | mannen     | 16e       | 2.56,18 (+3,70)                 |
| Raimondo Prinoth              | mannen     | 18e       | 2.56,85 (+4,37)                 |
| Erica Lechner                 | vrouwen    | Goud      | 2.28,66 (48,76 / 49,39 / 50,51) |
| Erica Prugger                 | vrouwen    | 21e       | 2.44,21 (+15,55)                |
| Cristina Pabst                | vrouwen    | dq        | diskwalificatie                 |
| Giovanni Graber Enrico Graber | dubbel     | 8e        | 1.38,15 (+2,30) (49,01 / 49,14) |
| Ernesto Mair Sigisfredo Mair  | dubbel     | 10e       | 1.38,67 (+2,82)                 |

### Schaatsen
| Olympiër          | Discipline   | Resultaat | Prestatie         |
| ----------------- | ------------ | --------- | ----------------- |
| Renato De Riva    | 1500 m (m)   | 34e       | 2.13,6 (+10,2)    |
| Renato De Riva    | 5000 m (m)   | 26e       | 7.58,2 (+35,8)    |
| Renato De Riva    | 10.000 m (m) | 19e       | 16.39,5 (+1.15,9) |
| Guido Gillarduzzi | 1500 m (m)   | 38e       | 2.14,1 (+10,7)    |
| Guido Gillarduzzi | 5000 m (m)   | 23e       | 7.57,4 (+35,0)    |
| Giancarlo Gloder  | 1500 m (m)   | 32e       | 2.13,2 (+9,8)     |
| Giancarlo Gloder  | 5000 m (m)   | 18e       | 7.54,5 (+32,1)    |
| Giancarlo Gloder  | 10.000 m (m) | 24e       | 17.03,2 (+1.39,6) |
| Elio Locatelli    | 500 m (m)    | 26e       | 42,1 (+1,8)       |
| Elio Locatelli    | 1500 m (m)   | 33e       | 2.13,3 (+9,9)     |

### Schansspringen
| Olympiër       | Discipline         | Resultaat | Prestatie                 |
| -------------- | ------------------ | --------- | ------------------------- |
| Giacomo Aimoni | normale schans (m) | 25e       | 195,0 punten (72,5+71,5m) |
| Giacomo Aimoni | grote schans (m)   | 16e       | 195,3 punten (93,0+92,0m) |

Argentinië · Australië · Bondsrepubliek Duitsland · Bulgarije · Canada · Chili · Denemarken · Duitse Democratische Republiek · Finland · Frankrijk · Griekenland · Groot-Brittannië · Hongarije · IJsland · India · Iran · Italië · Japan · Joegoslavië · Libanon · Liechtenstein · Marokko · Mongolië · Nederland · Nieuw-Zeeland · Noorwegen · Oostenrijk · Polen · Roemenië · Sovjet-Unie · Spanje · Tsjecho-Slowakije · Turkije · Verenigde Staten · Zuid-Korea · Zweden · Zwitserland